# Groteskornamentik

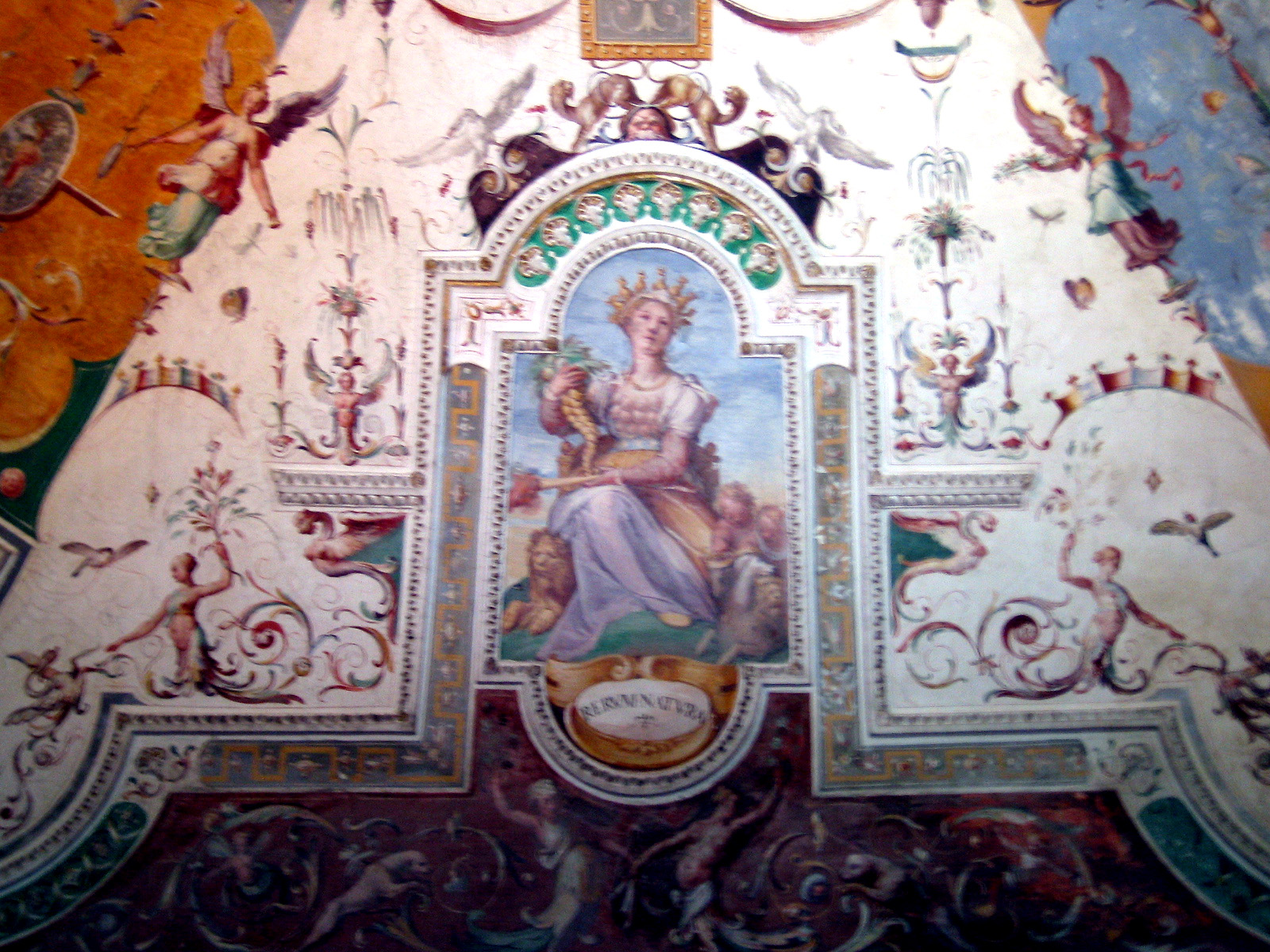
Moder Jord omgiven av grotesker, i en fresk från Villa d'Este i Tivoli utanför Rom.

Bakbomsplåt med havsgudinna, beställd av Karl IX och tillverkad av Ruprecht Miller omkring 1618 i Stockholm.

Groteskornamentik (italienska grottesco, av grotta, "grotta", "håla") är en typ av yttäckande ornamentik sammansatt av olika avbildande figurer i geometriska enheter. Groteskerna hör ursprungligen hemma i den romerska konsten och återupptäcktes under renässansen i Roms då ännu outgrävda ruiner, bland annat Neros gyllene hus. Ruinerna benämndes grotte ("grottor"), eftersom man nödgades att ta sig in i dem genom taket.
Groteskornamentiken utgjordes av fält där fantastiska skepnader i form av människor, djur etc. förenades av blommor, girlander och arabesker till ett symmetriskt mönster som täckte en vägg eller ett tak.
Mest kända blev Rafaels och Giovanni da Udines grotesker i Vatikanens loggior, utförda på stuckatur och målning omkring 1517–1520. Groteskornamentiken har sedan levt kvar under de olika stilepokerna genom sin anpassningsförmåga. Under barockepoken var den pompös och svulstig, under rokokon lekfull och graciös, under klassicismen åter "antikt" stram och klart uppbyggd. Jean Baptiste Androuet du Cerceau och Jean Bérain den äldre har betytt mycket för groteskornamentikens vidareutveckling.